# Cymbopogon nardus
Cymbopogon nardus vulgarmente designada como citronela é uma erva perene da família Poaceae, originária da Ásia tropical. É utilizada para a extração de um óleo essencial chamado óleo de citronela, muito utilizado como repelente de insetos.